# Добровільський
Добровільський — роз'їзд 5-го класу Херсонської дирекції Одеської залізниці на неелектрифікованій лінії Долинська — Миколаїв між станціями Казанка (13 км) та Новий Буг (13 км). Розташований в селищі Добровільське Баштанському районі Миколаївської області.

## Історія
Роз'їзд відкритий у 1908 році.

## Пасажирське сполучення
На роз'їзді Добровільський зупиняються приміські поїзди.
| Рух приміських поїздів по роз'їзду Добровільський |                                |                          |
| №                                                 | Маршрут сполучення             | Періодичність курсування |
| 6313/6314                                         | Долинська — Миколаїв-Вантажний | Щоденно                  |
| 6317/6318                                         | Долинська — Миколаїв-Вантажний | Щоденно                  |
| 6313/6314                                         | Тимкове — Миколаїв-Вантажний   | Скасований               |